# Yaminawá
De Yaminawá ook Iaminaua, Jaminawa zijn een indianenstam die leeft in de staat Acre van Brazilië en ook in de regio (región) Madre de Dios in Peru en in Bolivië. De naam betekent volk van de bijl.
De Yaminawá taal behoort tot de Panoan taal. 1244 mensen spreken de taal met ISO 639-3 code YAA. Weinig Yaminawá spreken Portugees of Spaans en de meeste zijn ongeletterd.
Sinds 2001 leiden Tashka en zijn vrouw Laura Yaminawá de Yaminawá. Ze trachten hun territorium te vrijwaren, de cultuur in ere te houden en positieve banden met de buitenwereld te onderhouden.
- Library of Congress Control Number: sh2007004710
- Nationale Bibliotheek van Israël: 987007566525305171